# Bertrand-Romain de Lur-Saluces
Pour les autres membres de la famille, voir Lur-Saluces.
Bertrand-Romain, marquis de Lur-Saluces, né le 19 août 1810 à Bordeaux et mort le 7 mai 1867 au château Filhot, est un homme politique français.

## Biographie
Bertrand-Romain de Lur-Saluces est nommé à la pairie le 5 novembre 1827.
Il entre à l'École militaire de Saint-Cyr en 1829.
Il refuse de prêter serment au gouvernement de la Monarchie de Juillet.
Peu avant sa mort, il finance les travaux de construction de l'église Saint-Louis d'Uza.

## Sources
- « Lur-Saluces (Bertrand-Romain, marquis de) », dans Adolphe Robert et Gaston Cougny, Dictionnaire des parlementaires français, Edgar Bourloton, 1889-1891 [détail de l’édition]